# Старе єврейське кладовище (Львів)
Старе єврейське кладовище (Старий єврейський цвинтар, івр. בית הקברות היהודי הישן בלבוב) — єврейське кладовище (кіркут), розташоване у Львові на ділянці між сучасними вулицями Раппопорта, Клепарівською, Броварною та Базарною. Кладовище було найдавнішим на території Галицько-Волинської Русі і України та одним з найдавніших у Європі.

## Історія
Перша згадка про вже наявне кладовище в міських актах Львова датується 1414 роком.
Тривалий час тут ховали євреїв з усієї Галичини, лише на початку XVII ст. єврейським громадам інших галицьких міст і містечок дозволили мати власні кладовища.
Тут було поховано найвідоміших людей єврейської громади Львова, зокрема: першого львівського рабина Леві бен Якуб Кікенеса (помер у 1503); ініціатора будівництва синагоги «Золота Роза» Іцхака Нахмановича (помер у 1595); засновника єшиви, керівника сеймика євреїв Польщі Ізує Фалка (помер у 1614); відомого львівського рабина Давида бен Шмуеля Галеві (помер у 1667), першого реформістського рабина Львова Абрагама Кона (помер у 1848).
На території кладовища була також стара цвинтарна синагога «Бет Алмін Яшан».
Цвинтар знищили спочатку німецькі окупанти, а пізніше – радянська влада. Як історико-культурна пам’ятка цвинтар проіснував під опікою єврейської громади до 1942 року.
У 1947 році на місці цвинтаря облаштували продовольчий ринок «Центральний», відомий у Львові як «Краківський», а давні нагробні плити використали для мощення вулиць та спорудження підпірних стін. Плитами нагробків із давнього єврейського цвинтаря вимощене також подвір’я тюрми на Лонцького.
Сьогодні на частині території давнього єврейського цвинтаря розміщена Третя міська клінічна лікарня (колишній єврейський шпиталь фундації Мавриція Лазаруса).

## Галерея
Надгробні плити єврейського кладовища, 1906 рік.

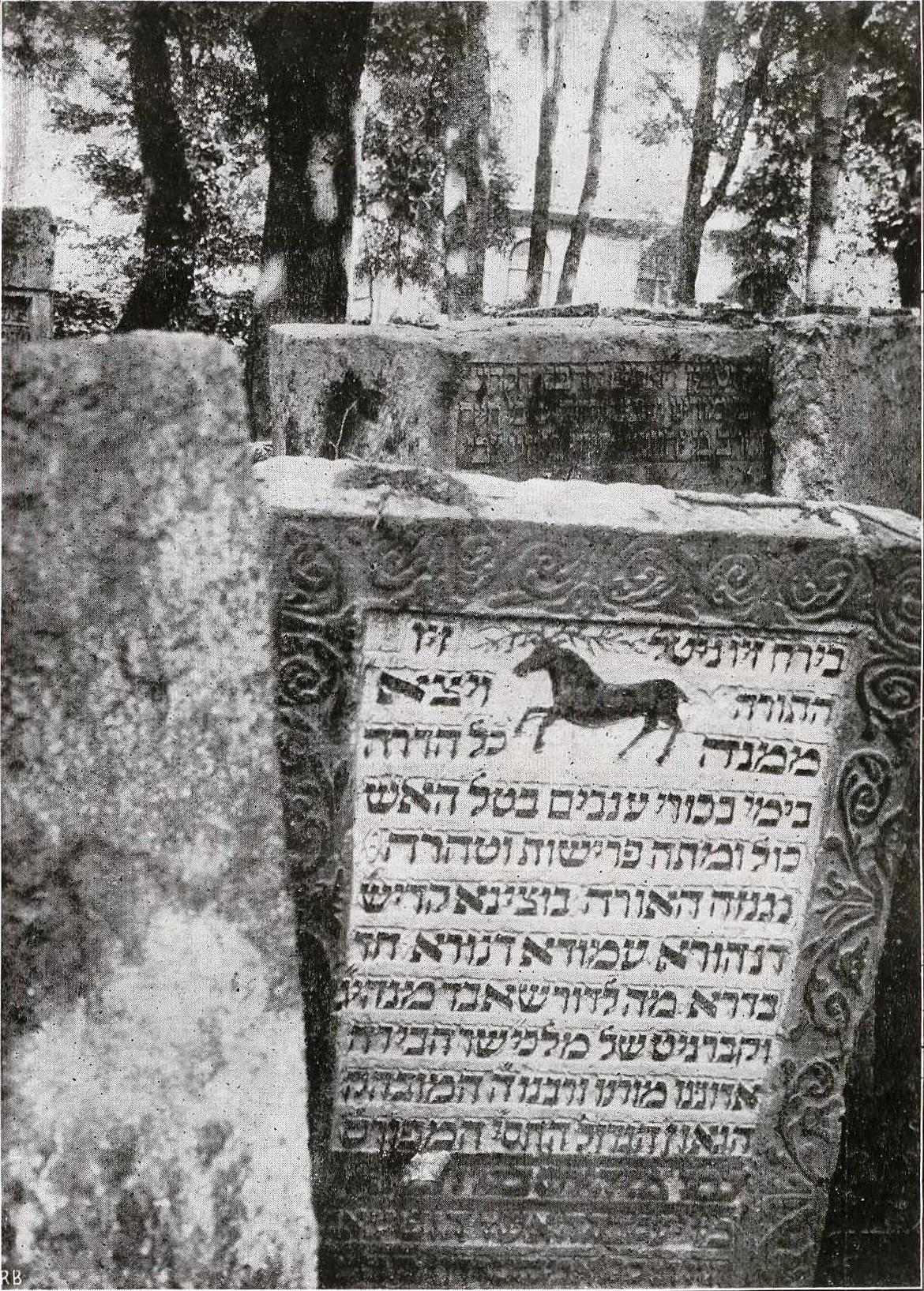
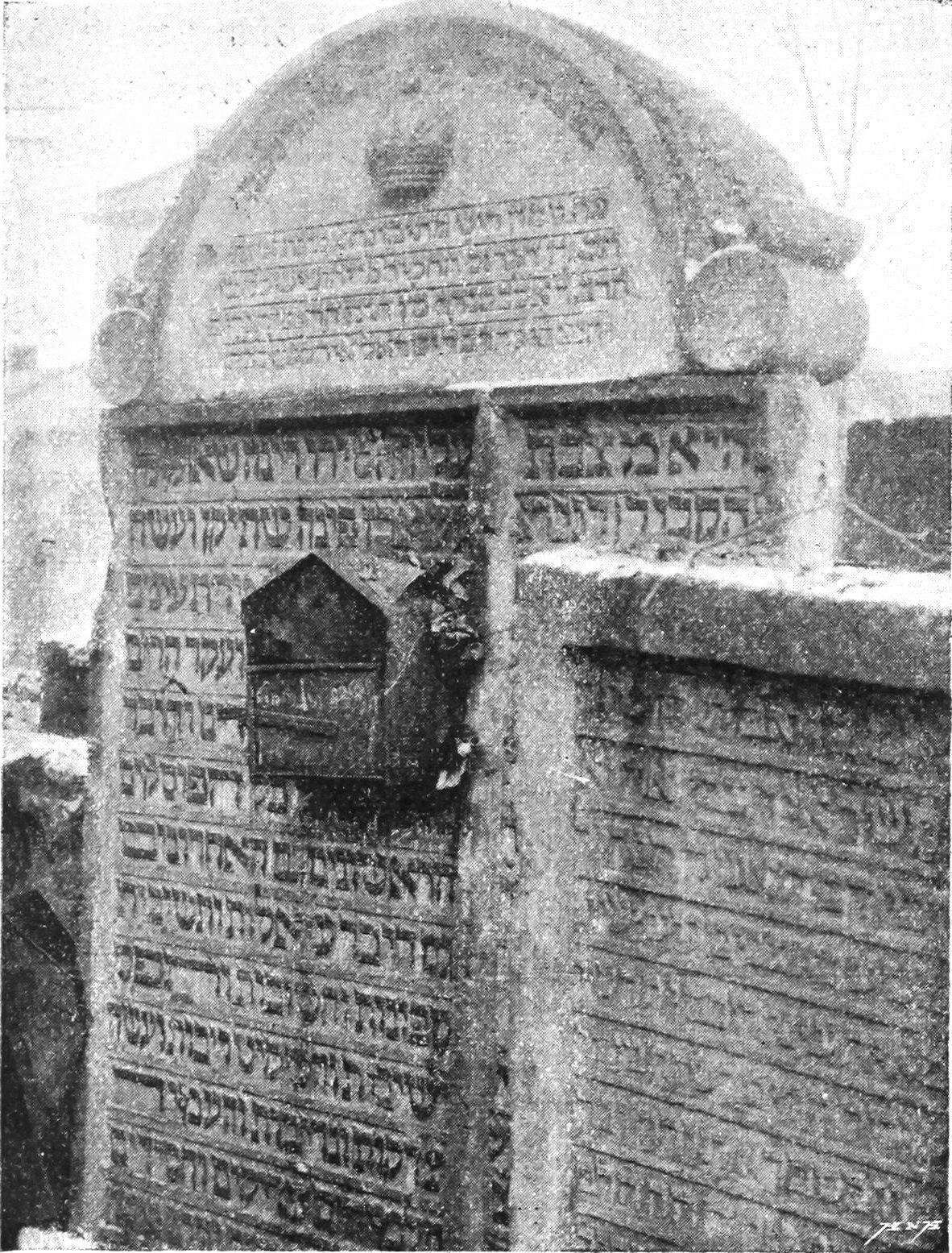
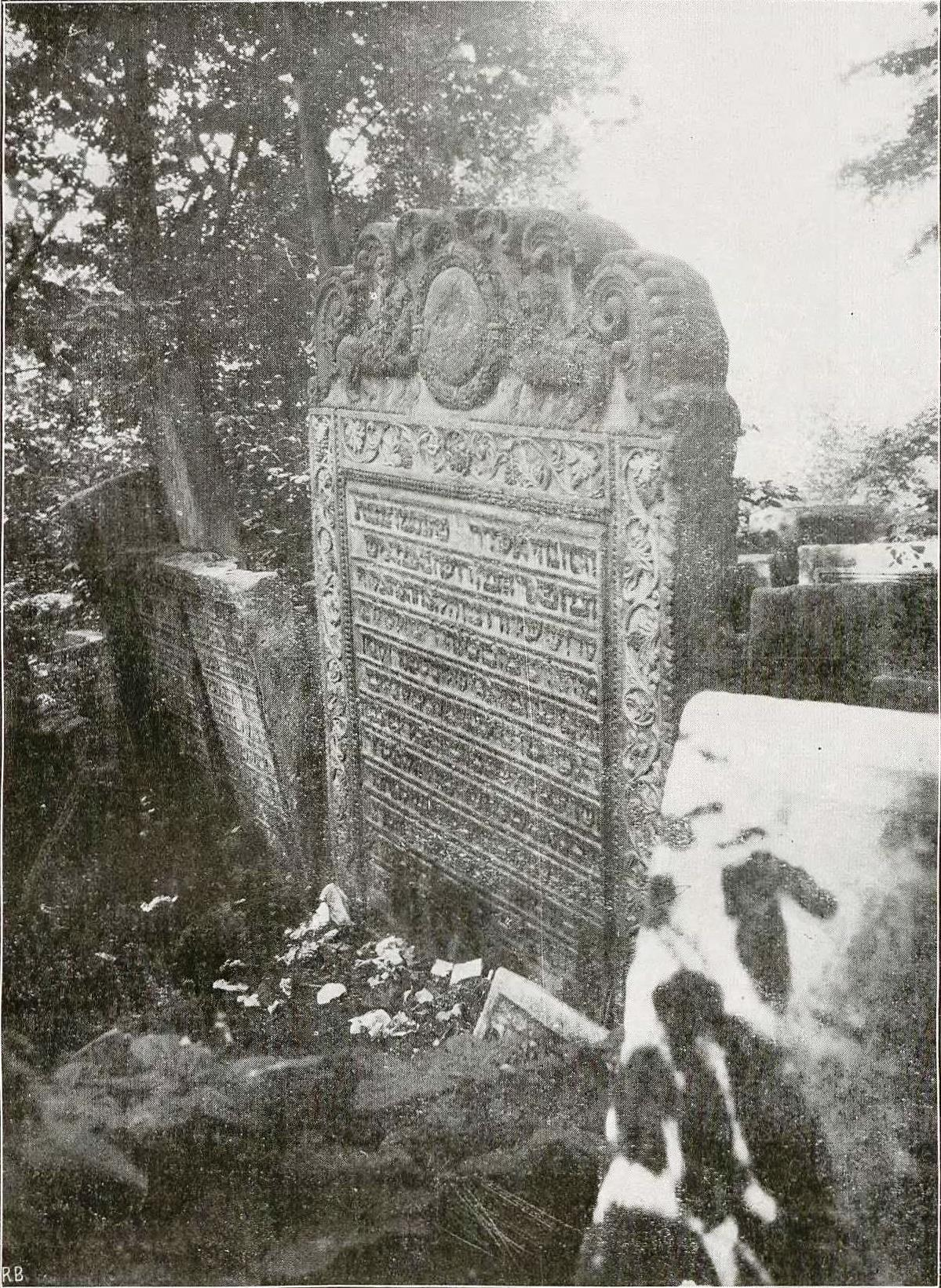
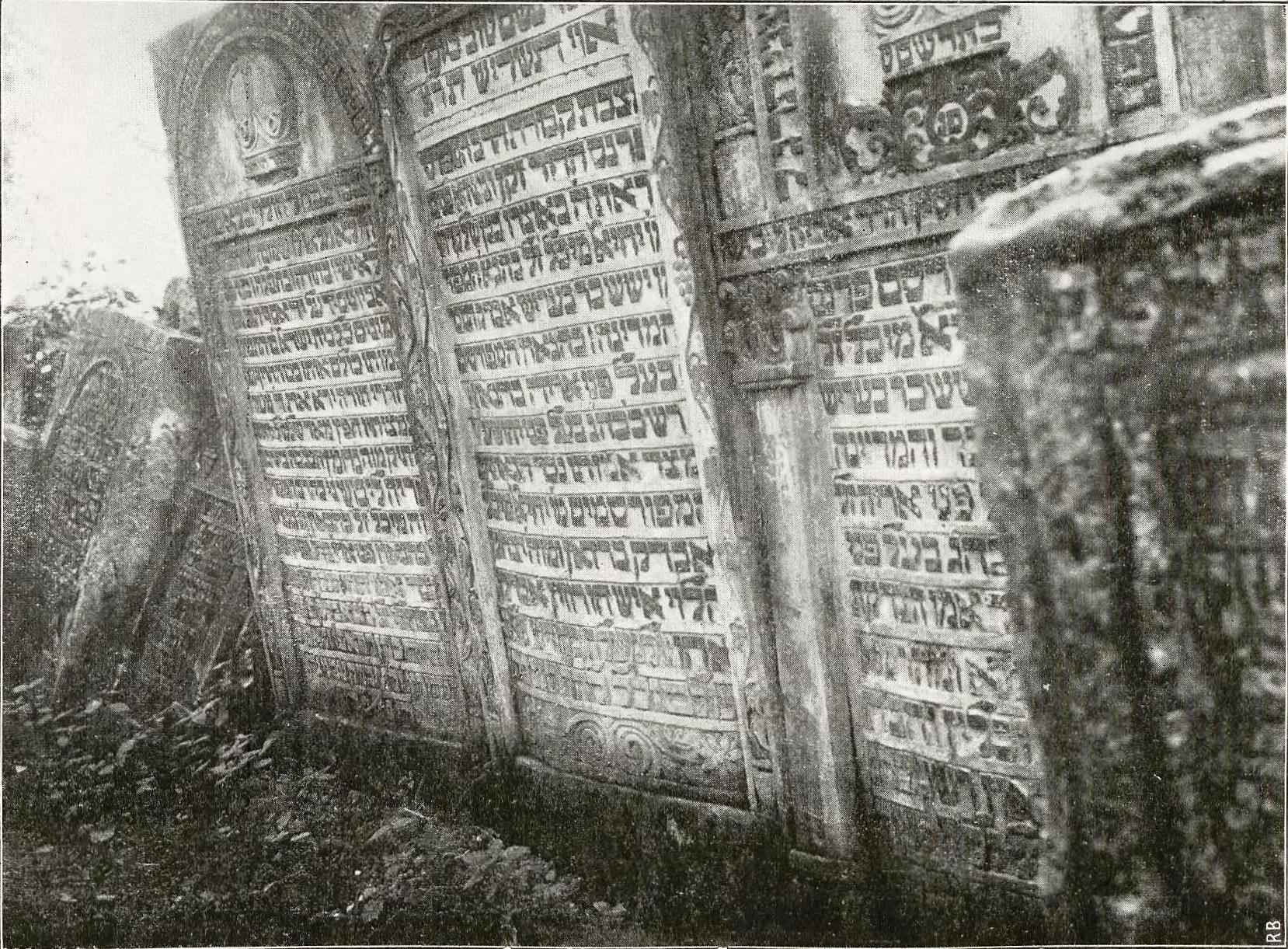